# Harriet King
Harriet King (New York, 22 settembre 1935) è un'ex schermitrice statunitense.

## Biografia
Ha partecipato ai Giochi della XVII Olimpiade di Roma nel 1960, ai Giochi della XVIII Olimpiade di Tokyo nel 1964, ai Giochi della XIX Olimpiade di Città del Messico nel 1968 ed ai Giochi della XX Olimpiade di Monaco nel 1972.

## Palmarès
In carriera ha conseguito i seguenti risultati:
- Giochi Panamericani:

Chicago 1959: oro nel fioretto a squadre.
San Paolo 1963: argento nel fioretto individuale.
Winnipeg 1967: oro nel fioretto a squadre ed argento individuale.
Cali 1971: oro nel fioretto a squadre.